# Galactia martii
Galactia martii är en ärtväxtart som beskrevs av Dc. Galactia martii ingår i släktet Galactia och familjen ärtväxter.

## Underarter
Arten delas in i följande underarter:
- G. m. acuta
- G. m. martii